# Хладек, Франтишек
Франтишек Хладек (чеш. František Chládek; 23 августа 1829, Раковник — 20 сентября 1861, там же) — австрийский чешский поэт-самоучка.

## Биография
По основному роду занятий был резчиком по дереву, хотя первоначально учился на ткача (так как был сыном ткача). Умер молодым от туберкулёза, всю жизнь прожил в большой бедности. Его стихи были опубликованы только после его смерти. 
Писал в основном лирические стихотворения, по своей форме и строю напоминающие чешские народные песни, в которых критики находили «глубокое, здоровое чувство плавной и звучной» речи. Кроме того, его перу принадлежат также политические стихотворения, проникнутые идеями чешского национализма, нередко содержащие сатиру и связанные с событиями 1848 года, и элегии. Его произведения был впервые напечатаны в 1861 году в журнале «Obrazy života».